# Серне (Кальвадос)
Серне́ (фр. Cernay) — коммуна во Франции, находится в регионе Нижняя Нормандия. Департамент коммуны — Кальвадос. Входит в состав кантона Орбек. Округ коммуны — Лизьё.
Код INSEE коммуны — 14147.

## Население
Население коммуны на 2010 год составляло 137 человек.
| 1962 | 1968 | 1975 | 1982 | 1990 | 1999 | 2010 |
| ---- | ---- | ---- | ---- | ---- | ---- | ---- |
| 139  | 139  | 133  | 119  | 106  | 109  | 137  |

## Экономика
В 2010 году среди 91 человека трудоспособного возраста (15—64 лет) 59 были экономически активными, 32 — неактивными (показатель активности — 64,8 %, в 1999 году было 68,6 %). Из 59 активных жителей работали 53 человека (26 мужчин и 27 женщин), безработных было 6 (1 мужчина и 5 женщин). Среди 32 неактивных 8 человек были учениками или студентами, 17 — пенсионерами, 7 были неактивными по другим причинам.